# Reggeli (televíziós műsor)
A Reggeli az RTL reggeli műsora, amely 1997. október 28-án indult. 1999. április 19-től a műsor új néven, új műsorvezetőkkel és új díszlettel folytatódott, ekkor indult a valódi Reggeli. A Reggeli 2019. január 2-ától az addig megszokott 7:15 perces kezdés helyett már 6:00-tól várja a nézőket

## A műsor
Eredetileg Jó Reggelt! címen indult, 1997 októberében. Kezdetben 6:30-as időpontban sugározták, majd 6:55-től 8:30-ig tartott. Korábbi változatában 8:30-tól a nézők a Csak Csajok blokkot láthatták, amikor a műsor női műsorvezetője mellett egy ismert női műsorvezetőtárs érkezett a stúdióba.
1999 februárjában a TV2 Naplójának műsorvezetője, Kotroczó Róbert átigazolt az RTL Klubhoz, és azzal bízták meg, hogy alakítsa át a reggeli műsort. Az ő ötlete alapján lett az új műsor neve Reggeli. Az akkori műsorvezetők (PaDöDő, Szily Nóra, Alföldi Róbert, Novák Péter, Katona Klári) közül csak Szily Nóra és Alföldi Róbert maradtak a műsorban, melléjük Balázsy Panna és Stohl András csatlakoztak. A műsor új díszletben, új helyszínről (Campona) ment tovább. 2000-ben a négy műsorvezetőhöz a TV2 Kifutó című műsorának vezetője, Csonka András, színész, énekes csatlakozott. Még ugyanebben az évben Szily Nóra átigazolt a TV2-höz, helyére csak 2001-ben érkezett Ábel Anita, akivel együtt Barabás Éva is a Reggeli műsorvezetője lett. A műsor 2006. január 2-ától az addig megszokott 6:30-as kezdet helyett 6:00-kor indult Reggeli – Süss fel nap! címen futott, az első órában Farkasházi Réka és Ördög Nóra vezetésével, majd 7:00-10:00-ig pedig a hagyományos páros műsorvezetéssel volt látható, ami 2006 augusztusában a Delelővel együtt megszűnt. A Csak Csajok 2006. augusztus 21-én indult újra.
2011 októberében az RTL Klub úgy döntött, hogy gazdasági okok miatt megszünteti a Reggelit. A régi Reggeli utolsó adását 2011. október 28-án láthattuk Barabás Éva és Csonka András vezetésével. A műsort az X-faktoros és Csillag Születik-es versenyzők közös dala zárta, a Never Can Say Goodbye.
2011 novemberétől már csak a Csak Csajok blokk volt látható 7:45-től. Barabás Éva, Ördög Nóra és Lilu műsorvezetésével. A Csak csajok 2013. március 8-án fejeződött be, amikor elindult az RTL KLUB új reggeli műsora, a 8 óra 8 minden reggel.
2017. február 16-án az RTL Klub bejelentette, hogy megújult formában és új műsorvezetőkkel újra indul a műsor. A megújult Reggeli 2017. április 17-től hétköznap 7:15-től jelentkezik. 2019. január 2-ától a műsor minden hétköznap 6:00-tól látható 9:00-ig. A műsort időnként Híradóval és Időjárás-jelentéssel szakítják meg.
A műsor 2017. április 17-i újra indulásakor Peller Anna és Lukács Miklós voltak az első műsorvezetők. 2017. június 20-tól Fehér Tibor csatlakozott a műsorvezetőkhöz. Innentől kezdve az egyik nap Tiborral, a másik nap Annáékkal találkozhattunk, Tibor minden alkalommal egy vendég-műsorvezetőt kapott maga mellé. 2017. szeptember 11-től Tibor állandó társa Lékai-Kiss Ramóna lett. 2018. március 29-től Fehér Tibor távozott a műsorból színházi elfoglaltságai miatt, helyére Papp Gergely "Pimaszúr" került. Emellett a műsor készítői bejelentették, hogy a Reggelibe több új műsorvezető érkezik: Lakatos Márk stylist, Wossala Rozina A Konyhafőnök korábbi zsűritagja, valamint Peller Mariann a reggeli korábbi műsorvezetője. 2018. december 21-től Lékai-Kiss Ramóna rövid időre elbúcsúzott a Reggelitől kisfia születése miatt, de 2019 nyarán visszatért. 2019-től Szabó Zsófi csatlakozott a műsorhoz. 2019. augusztus 15-én Wossala Rozina étterme fejlesztése miatt távozott a műsorból. 2020-ban Lukács Miklós távozott a műsorvezetői gárdából, helyére, 2020 márciusában Nádai Anikó műsorvezető és Miller Dávid színész csatlakoztak. 2020 szeptemberében Lékai-Kiss Ramóna távozott a műsorból, ugyanis átigazolt a TV2-höz. 2020 decemberétől Járai Máté színész a Reggeli új műsorvezetője. 2022 novemberétől Szabados Ágnes az RTL Híradóból való távozása után, valamint Tihanyi Péter az Éjjel Nappal Budapest szereplője is csatlakozott a Reggeli műsorvezetőihez, ezzel egyidőben Lakatos Márk távozott a műsorból. 2023 január végén Járai Máté is távozott. 2023 december 22-én a Reggeli karácsonyi adásában Miller Dávid és Szabó Zsófi is bejelentették, hogy távoznak a műsorból. 2024. május 3-án jelentették be, hogy Szondi Vanda és Ember Márk csatlakoznak a műsorvezetőkhöz. 2025 január 6-tól már 9:20-ig tart a műsor.

## Rovatok
- Kifőzde: A Reggeli főzős blokkja, melyben minden reggel egy híres ember főz. Minden héten a hétfői alkalmi szakács lesz a heti gasztromegmondó ember, mely a hét többi szakácsának rakja össze az alapanyagokat. A kifőzde tematikus hetekre tagolódik (pl.: Vegán hét, Paleo hét), melynek lényege, hogy olyan ételt kell készítenie a szakácsnak, amilyen az aktuális hét tematikája. Ezek általában hetente változnak.
- Daráló: Minden héten csütörtökön a Reggeli utolsó blokkjában látható. Lényege,hogy Holdampf Linda stylist minden héten képeken olyan ruhadarabokat hoz, melyek divatosak vagy éppenséggel nem. A divatos és trendi darabokat nem darálja le, de amik elviselhetetlenek, azok mennek a "darálóba", vagyis az iratmegsemmisítőbe.
- Heti Szőrös: Minden héten a Vigyél Haza! Alapítvány bemutat egy menhelyi kutyát, melyet örökbe lehet fogadni azon a héten, vagy akár több héten keresztül.
- Dallamtapadás: A Reggeli zenés blokkja péntek reggelente. Zenekarok friss klipjeit mutatják benne, vagy ritkán a műsor színpadán élőben fellépő zenekarok, énekesek produkcióiból áll.
- Lady Los Angeles: Ildy Lee Los-Angeles-i otthonából szórakoztatja a Reggeli nézőit, érdekességeket árul el a Los-Angeles-i életről, és minden bejelentkezésekor hoz magával egy dalt is, mely vagy egy feldolgozás, vagy egy olyan dal, amit ő írt. Ildy általában havonta néhányszor jelentkezik.
- Mozipercek: Filmajánló az RTL Klub hétvégi filmkínálatából.
- Bréking: Az internet vicces hírei, melyet a műsorvezetők olvasnak fel, majd megbeszélik az aktuális hírt. Általában minden reggel látható.
- Napi poszt: Egy általában szürreális vagy érdekes poszt a Facebookról, vagy az internet világából. A rovat ritkán jelentkezik.
- Napi jó hír: A napi jó hírt egy hot-dog hozza, aki egy olyan hírt hoz,ami feldobja az emberek reggelét. A rovat már csak nagyon ritkán jelentkezik.

## Műsorvezetők

### Jelenlegi műsorvezetők
| Műsorvezető            | Időszak                |
| Jelenlegi műsorvezetők | Jelenlegi műsorvezetők |
| ---------------------- | ---------------------- |
| Ember Márk             | 2024–                  |
| Nádai Anikó            | 2020–                  |
| Papp Gergely           | 2018–                  |
| Peller Anna            | 2017–                  |
| Peller Mariann         | 2009–2010, 2018–       |
| Szabados Ágnes         | 2022–                  |
| Szondi Vanda           | 2024–                  |
| Tihanyi Péter          | 2022–                  |
| Korábbi műsorvezetők   |                        |
| Ábel Anita             | 2001–2005              |
| Alföldi Róbert         | 1997–2003              |
| Bakos Móni             | 2006                   |
| Balázsy Panna          | 1999–2006              |
| Barabás Éva            | 2001–2005, 2010–2011   |
| Csonka András          | 2000–2011              |
| Dombóvári Vanda        | 2006–2010              |
| Erdélyi Mónika         | 2010                   |
| Falusi Mariann         | 1998–1999, 2001–2006   |
| Farkasházi Réka        | 2005–2006              |
| Fehér Tibor            | 2017–2018              |
| Hajdu Steve            | 2009–2010              |
| Horváth Éva            | 2009–2010              |
| Hujber Ferenc          | 2010                   |
| Istenes László         | 2006                   |
| Járai Máté             | 2020–2023              |
| Katona Klári           | 1997–1999              |
| Keleti Andrea          | 2010–2011              |
| Kovács István          | 2003–2005              |
| Lakatos Márk           | 2018–2022              |
| Lang Györgyi           | 1998–1999, 2001–2006   |
| Lékai-Kiss Ramóna      | 2017–2020              |
| Lilu                   | 2006–2011              |
| Lukács Miklós          | 2017–2020              |
| Mádai Vivien           | 2011                   |
| Miller Dávid           | 2020–2023              |
| Nagy Sándor            | 2009                   |
| Nagy Zsolt Leo         | 2006                   |
| Novák Péter            | 1998–2004              |
| Ördög Nóra             | 2002–2011              |
| Péter Petra            | 2006                   |
| Stohl András           | 1999–2010              |
| Szabó Zsófia           | 2019–2023              |
| Szily Nóra             | 1997–2000, 2006        |
| Szujó Zoltán           | 2008–2011              |
| Valkó Eszter           | 2006                   |
| Wossala Rozina         | 2018–2019              |

### Vendég műsorvezetők
- Sebestyén Balázs
- Eke Angéla
- Ráskó Eszter
- Pataki Szilvia
- Sztarenki Dóra
- Kovács Dóra
- Nádai Anikó
- Fatér Mária
- Gál Petra
- Csifó Dorina
- Puzsa Patrícia
- Polgár Krisztina
- Garami Gábor
- Simon Kornél
- Kabát Péter
- Kánya Kata
- Frohner Fecó
- Holdampf Linda
- Kovácsovics Fruzsina
- Major Eszter
- Kecsmár Alexandra
- Szondi Vanda
- Heer Orsolya
- Bányai Viktor
- Ember Márk
- Ódor Kristóf